# Euaugaptilus pseudaffinis
Euaugaptilus pseudaffinis is een eenoogkreeftjessoort uit de familie van de Augaptilidae. De wetenschappelijke naam van de soort is voor het eerst geldig gepubliceerd in 1950 door Brodsky.